# The Man Who Cried
The Man Who Cried är en brittisk-fransk film från 2000 skriven och regisserad av Sally Potter. 
I filmen medverkar bland andra Christina Ricci, Cate Blanchett, Johnny Depp, Harry Dean Stanton och John Turturro.
The Man Who Cried blev den franske filmfotografen Sacha Viernys sista film.

## Handling
Filmen kretsar kring Fegele (Christina Ricci), en rysk jude som skiljs från sin far som barn 1927.
Hon får namnet Suzie och placeras i fosterfamilj. Hon har en vacker röst och börjar att sjunga. När hon blir äldre åker hon till Paris och träffar ryskan  (Cate Blanchett) och de blir vänner. 
Cesar, (Johnny Depp) är en romsk underhållningsryttare som förälskar sig i Suzie, men då nazisterna marscherar in i Paris och upptäcker hennes ursprung släpper han henne. 
Hon reser till Amerika och återförenas med fadern.

## Festivaler
Filmen hade premiär på Filmfestivalen i Venedig 2 september 2000.
Den visades på många festivaler däribland; London Film Festival, London; Mar del Plata Film Festival, Argentina; Tokyo International Film Festival, Japan; the Reykjavik Film Festival, Island

## Rollista
- Christina Ricci som Suzie
- Oleg Jankovskij som Father
- Cate Blanchett som Lola
- Miriam Karlin som Madame Goldstein
- Johnny Depp som Cesar
- Harry Dean Stanton som Felix Perlman
- John Turturro som Dante Dominio
- Dantes och Suzies sångröster görs av Salvatore Licitra och Iva Bittova.

## Priser
Vinster
- National Board of Review: NBR Award; Bästa kvinnliga biroll, Cate Blanchett; 2001.
- Chlotrudis Awards, Massachusetts: Audience Award; Bästa kvinnliga biroll , Cate Blanchett; 2002.
- Florida Film Critics Circle Awards: FFCC Award; Bästa kvinnliga biroll, Cate Blanchett; 2002.

Nomineringar
- Fuknfestivalen i Venedig: Guldlejonet, Sally Potter; 2000.